# 消費税減税研究会
消費税減税研究会は、立憲民主党の馬淵澄夫議員とれいわ新選組代表の山本太郎を共同代表とした政治勉強会。「消費税減税と責任ある積極財政による経済成長」を訴えている。

## 概要
初会合は2019年10月30日である。2019年11月28日にも会合が行われている。2021年5月までのところ関西学院大学朴勝俊教授、嘉悦大学高橋洋一教授や明治大学飯田泰之准教授、東京工業大学中島岳志教授、立命館大学松尾匡教授らの反消費税、積極財政派の学者を講師に招聘した。高橋洋一教授の招聘については自民党政府における政府委員を務めていた経済学者であるため議論を呼んでいる。
しかし産経新聞によると立憲民主党本部は快く思っておらず、2019年10月25日に他党や他会派が主催する勉強会などへの参加を党の許可制とするという通達をだしたり、立民が主導する野党統一会派が研究会と同じ時間帯に消費税に関する会合も開くなどしており、不快感を示していると報道している。一方で、当研究会に参加した石垣のり子は、「圧力なんてなかった」と報道内容を全面的に否定している。
また、消費税減税研究会のシンポジウムの内容をオンラインで発信することも2021年5月から行っている。

## 参加議員
出典: 

### 現職議員
- 立憲民主党
  - 馬淵澄夫（奈良1区)[注 1][注 2]
  - 松木謙公（北海道2区）[13][注 3]
  - 階猛（岩手1区）[注 1][注 4]
  - 小宮山泰子（埼玉7区)[14][注 1][注 5]
  - 杉村慎治（埼玉9区）[15]
  - 谷田川元（比例南関東、千葉10区）[15]
  - 太栄志（神奈川13区）[16]
  - 後藤祐一（神奈川16区)[注 1][注 5]
  - 川田龍平（比例区）[注 1][注 6]
  - 篠原孝（長野1区）[注 1][注 5]
  - 下条みつ（長野2区）[注 1][注 5]
  - 杉尾秀哉（長野県）[17]
  - 源馬謙太郎（静岡8区）[注 1][注 5]
  - 牧義夫（愛知4区)[注 1][注 5]
  - 大西健介（愛知13区）[18][注 1][注 5]
  - 泉健太（京都3区）[注 1][注 5]
  - 井坂信彦（兵庫1区）[注 3]
  - 津村啓介（比例中国、岡山2区)[注 1][注 5]
  - 原口一博（佐賀1区）
  - 野間健（鹿児島3区）[注 3]
  - 屋良朝博（比例九州、沖縄3区）[注 1][注 5]

- 国民民主党
  - 足立康史（比例区）[19]

- れいわ新選組
  - 多ケ谷亮（比例南関東、千葉11区）[15]
  - 櫛渕万里（比例東京、東京14区）[注 3]
  - 山本太郎（東京都）[注 3][注 7]
  - 阪口直人（比例東海、岐阜3区）[20][注 3]
  - 大石晃子（比例近畿、大阪5区）[21]
  - 木村英子（比例区）[注 1]

- 日本維新の会
  - 嘉田由紀子（比例区）[注 1]
  - 藤田文武（大阪12区）[22]

- 無所属
  - 福島伸享（茨城1区）[注 3]
  - 松原仁（東京26区)[23][注 1][注 4]
  - 永江孝子（愛媛県）[24][注 1]

### 過去の在籍者

#### 現職議員
- 立憲民主党
  - 石垣のりこ（宮城県）[注 1][注 6]

#### 元職議員
- 立憲民主党
  - 岡本英子（神奈川3区）
  - 高橋美穂（比例北海道、北海道2区）[25][注 3]
  - 萩原仁（大阪2区）[15][注 3]
- 国民民主党
  - 須藤元気（比例区）[26]
- れいわ新選組
  - 舩後靖彦（比例区）[注 1]
- 日本維新の会
  - 宮崎岳志（比例北関東、群馬1区）[27][注 3]
  - 徳永久志 （比例近畿、滋賀4区）[15][注 3]
- 無所属
  - 小野塚勝俊（埼玉8区）[28][注 3]
  - 高山智司（埼玉15区）[27][注 3]
  - 太田和美（比例南関東、千葉8区）[27][注 3]
  - 水野智彦（比例南関東）[27][注 3]
  - 柿沢未途（東京15区）[注 1][注 4]
  - 初鹿明博（比例東京、東京16区)[注 1][注 6][注 8]
  - 安井美沙子（愛知県）[27][注 3]
  - 岸本周平（和歌山1区）[注 1][注 5][注 9]
  - 安達澄（大分県）